# Patrick Walden
Patrick George Walden, född 5 oktober 1978 i Islington, London, död 20 juni 2025, var en brittisk gitarrist och låtskrivare, mest känd som medlem i bandet Babyshambles. 
Han hjälpte även till att skriva bandets låtar tillsammans med Pete Doherty.